# Dominik Tomiotti de Fabris
Graf Dominik Tomiotti de Fabris von Cassano (* 28. Februar 1725 in Mantua; † 14. Januar 1789 in Hermannstadt) war k. k. Feldzeugmeister, Ritter des Maria-Theresia-Ordens und zuletzt
kommandierender General in Siebenbürgen.

## Leben
Er ging schon jung in kaiserliche Dienste und kam in das Infanterie-Regiment No. 41 (Bayreuth) dort stieg er bis zum Hauptmann auf. Am Beginn des Siebenjährigen Krieges wurde er 1757 als Major in den Generalstab versetzt. Er zeichnete sich am 20. und 21. November 1759 beim Gefecht bei Maxen aus. Dort hatte er nach einer Erkundung die Grenadiere gegen die erste Redoute geführt, die er als erster besetzte. Dafür wurde er vom Feldmarschall Daun noch auf dem Schlachtfeld zum Oberstleutnant befördert, außerdem erhielt er am 23. Januar 1760 (5. Promotion) den Maria-Theresia-Orden. 1760 wurde er dann in der Schlacht bei Torgau verwundet. Im Jahr 1761 wurde er zum Oberst befördert. Bei der Belagerung von Schweidnitz wurde er am 1. Oktober 1761 bei Sturm auf das Gartenfort verwundet. Aber im Juli 1762 kämpfte er wieder im Gefecht bei Adelsbach.
Während des Krieges fiel er im Generalstab durch große Umsicht und Ortskenntnis auf. Daher wurde er immer wieder von Daun und Laudon angefordert. Im November 1762 kam der FML Ried und er zu den preußisch-österreichischen Waffenstillstandsverhandlungen, aus denen wurde dann der Waffenstillstand von Wilsdruff. Der Vertrag wurde am 24. November 1762 geschlossen und mündete am 15. Februar 1763 im Hubertsburger Frieden.
Fabris wurde am 7. September 1771 mit Rang vom 10. Februar 1765 Generalmajor zum Generalmajor befördert. Zwei Jahre später wurde er Inhaber des Infanterie-Regiment No. 15. Bei Ausbruch des bayrischen Erbfolgekrieges im Oktober 1778 wurde er zum Feldmarschall-Lieutenant befördert und wurde auch General-Quartiermeister der Armee außerdem war er Inhaber des temporär errichteten Stabs-Infanterie-Regiement. 1779 wurde er auch noch wirklicher Hofkriegsrat.
Im Dezember 1784 wurde er als kommandierender General nach Siebenbürgen versetzt. Im Jahr 1788 wurde er zum General-Feldzeugmeister und Kommandeur des Observationskorps ernannt. Beim Ausbruch des 8. Türkenkrieges verteilte er seine wenigen Truppen so geschickt, dass die Osmanen durch das Hatzegerthal nicht eindringen konnten.
Aber der Kampf hatte die Gesundheit des Generals ruiniert. Er konnte sich zum Schluss ohne Stütze nicht mehr aufrecht halten, gab aber immer noch Anweisungen. Nach siebentägiger Krankheit starb er in Hermannstadt.
Der Graf war künstlerisch interessiert, ihm verdankte Hermannstadt auch ein Schauspielhaus.